# حزب كاتالونيا الاشتراكي
حزب كاتالونيا الاشتراكي هو حزب سياسي ديمقراطي اجتماعي في كاتالونيا إسبانيا، نتج عن اندماج ثلاثة أحزاب: الحزب الاشتراكي لكاتالونيا - إعادة التجميع بقيادة جوزيب بالاش إي كارولا، والحزب الاشتراكي لكاتالونيا-الكونغرس، والاتحاد الكتالوني لحزب العمال الاشتراكي الإسباني. يعد المثال الكتالوني لحزب العمال الاشتراكي الإسباني، وقسمه في وادي أران هو وحدة أران. كان الحزب متحالفًا أيضًا مع المنصة السياسية الفدرالية والجمهورية والمدنيون من أجل التغيير حتى انتخابات 2010. الحزب له قاعدة قوتها في منطقة العاصمة برشلونة ووادي أران.